# (200227) 1999 UU20
(200227) 1999 UU20 es un asteroide perteneciente al cinturón de asteroides, descubierto el 31 de octubre de 1999 por el equipo del Spacewatch desde el Observatorio Nacional de Kitt Peak, Arizona, Estados Unidos.

## Designación y nombre
Designado provisionalmente como 1999 UU20.

## Características orbitales
1999 UU20 está situado a una distancia media del Sol de 2,735 ua, pudiendo alejarse hasta 2,913 ua y acercarse hasta 2,557 ua. Su excentricidad es 0,065 y la inclinación orbital 6,345 grados. Emplea 1652,42 días en completar una órbita alrededor del Sol.

## Características físicas
La magnitud absoluta de 1999 UU20 es 16,9.